# Capverdians italians
Els capverdians italians són residents d'Itàlia que són originaris o amb ascendència capverdiana. En 1998 hi havia uns 10.000 capverdians a Itàlia, la gran majoria (7.000) a la ciutat de Roma i arribats durant la dècada de 1960.

## Número
Hi ha diversos dades contradictòries sobre la grandària de la població capverdiana. El cens italià de 2001 va censar 3.263 residents d'Itàlia nascuts a Cap Verd, 628 dels quals tenien la nacionalitat italiana. En contrast, el Projecte Informàtic Cap Verd de la Universitat de Massachusetts Dartmouth va estimar que en 1995 llur població gairebé arribava als 10.000. Un altre estudi assevera que a Itàlia hi havia 4.004 residents legals capverdians en 2002. L'ambaixada capverdiana a Itàlia tenia en llista 9.978 nacionals residents a Itàlia en 2007.

## Història de l'emigració
Els primers emigrants capverdians arribaren a Itàlia en 1957. La primera emigració fou gairebé exclusivament femenina, principalment dones joves reclutades com a treballadores domèstiques a Itàlia pels frares caputxins de l'illa de São Nicolau. Unes 3,500 arribaren d'aquesta manera a Itàlia a finals de 1972. Les emigrants s'assentaren principalment a Roma i Nàpols, am petites concentracions a Palerm i Milà.

## Feina
El treball domèstic continua sent una font important d'ocupació per a les dones capverdianes, encara que la majoria han apostat pel treball per hores i viuen lluny del seu lloc de treball. Dos factors han limitat l'allunyament de treball domèstic en altres sectors de treball, com ara la indústria pesant: només un nombre limitat d'homes capverdians han emigrat a Itàlia es concentren a les parts meridionals menys industrialitzafrs d'Itàlia. S'enfronten a una competència creixent dels immigrants d'Europa de l'Est. Hi ha una feble tendència cap al món empresarial i l'autoocupació.

## Educació
En general a la seva arribada els migrants tenien un nivell d'educació baix. L'analfabetisme era habitual. No obstant això, molts migrants van aprofitar l'oferta educativa de l'Escola Portuguesa a Roma, que va ser reconeguda oficialment pel Ministeri d'Educació de Portugal i, a continuació, després van entrar en universitats italianes.

## Integració social
En general, els capverdians no s'han enfrontat a un nivell tan greu de discriminació com altres grups de migrants, com els marroquins. Els funcionaris els consideren en general ben integrats i no problemàtics. La seva presència primerenca a Itàlia es caracteritza per la invisibilitat social i política, però des dels anys 1980 i 1990, com a italians van començar a entendre que el seu país s'havia convertit en importador en lloc d'exportador de mà d'obra migrant, com havia estat tradicionalment, i l'atenció pública s'ha centrat més en la presència de capverdians.
Un estudi va mostrar que aproximadament la meitat dels capverdians estaven casats amb italians. És comú que els nens siguin enviats de tornada a Cap Verd per la seva educació infantil i després tornen a Itàlia quan són grans.